# Summoning
Summoning este o formație de black metal din Austria. Sunt cunoscuți pentru versurile ce conțin ca temă mitologia lui J.R.R. Tolkien.

## Discografie

### Albume de studio
(toate lansate de Napalm Records)
- 1995: Lugburz
- 1995: Minas Morgul
- 1996: Dol Guldur
- 1999: Stronghold
- 2001: Let Mortal Heroes Sing Your Fame
- 2006: Oath Bound
- 2013: Old Mornings Dawn
- 2018: With Doom We Come

### EP-uri
- 1997: Nightshade Forests
- 2003: Lost Tales
- 2013: Of Pale White Morns and Darkened Eves
- 2018: As Echoes from the World of Old

### Demo-uri
- 1993: Upon the Viking Stallion
- 1994: Anno Mortiri Domini
- 1994: Promo tape

## Membrii formației
- Protector: chitară, vocal, clape
- Silenius: chitară bas, vocal, clape

Muzicieni invitați
- Trifixion: drums on Lugburz
- Pazuzu: vocal parts on Lugburz
- Tania Borsky: female vocals on Stronghold
- Erika Szücs: spoken words on Old Mornings Dawn